# Барр, Ивонна
Иво́нна Барр (англ. Yvonne M. Barr; 11 марта 1932 — 13 февраля 2016) — английский вирусолог.

## Биография
Ивонна Барр родилась в 1932 году. Окончила Тринити-колледж и получила докторскую степень в Лондонском университете. Работая в госпитале графства Мидлсекс ассистентом Майкла Энтони Эпштейна (Эпстайна), совместно с ним в 1964 году выделила герпесвирус, в настоящее время называемый вирусом Эпштейна — Барр (англ. Epstein-Barr virus), — причинный фактор развития лимфомы Беркитта и ряда других злокачественных опухолей человека.

## Личная жизнь
Вышла замуж за австралийца и переселилась с ним в Австралию. В браке родились двое детей.